# Córdoba (kommun i Mexiko, Veracruz, lat 18,92, long -96,94)
Córdoba är en kommun i Mexiko.   Den ligger i delstaten Veracruz, i den sydöstra delen av landet, 240 km öster om huvudstaden Mexico City.
Följande samhällen finns i Córdoba:
- Córdoba
- Colorines
- Fredepo
- San José de Tapia
- Veinte de Noviembre
- El Porvenir
- San José de Abajo Unidad Habitacional
- San Isidro Palotal
- El Bajío
- San José Loma Grande
- Berlín
- Cuauhtémoc
- Tecama Calería
- El Palenque Palotal
- La Palma
- Santa Teresita
- Agustín Millán
- Zacatepec
- Residencial Cecadys
- Santa Clara
- Colonia Agrícola Santa María
- La Lagunilla
- Acayotla
- Colonia Agrícola
- Paredones
- Santa Elena
- Quinta Manzana del Barreal
- Ojo de Agua
- San Aparicio Buena Vista
- Fraccionamiento Electricistas
- Colonia Agua Fría
- Kilómetro Catorce
- Rancho Santa Clara
- Colonia las Margaritas
- Francisco I. Madero
- Cervantes y Lozada
- Rancho Herrera
- Tinajitas
- San Ignacio
- Margarita Moran Veliz
- San Felipe
- Loma Chica del Gallego
- Cosaltepec